# Pácora
Pácora es un municipio situado en el norte del departamento de Caldas, sobre la Cordillera Central de Los Andes en Colombia. Limita al norte y al Oriente con el Municipio de Aguadas, al Occidente con el Municipio de Marmato y Caramanta, (Antioquia) y al sur con los Municipios de Salamina y La Merced. Fue fundado el 12 de octubre de 1832. A su jurisdicción pertenecen los corregimientos de San Bartolomé, Castilla, Buenos Aires, Los Morros, Las Coles y San Lorenzo.

## Historia
Los indígenas Pozos, Armas y Paucuras, de la etnia Quimbaya, fueron los primitivos pobladores que encontró en la región el Mariscal Jorge Robledo en época de la conquista española, específicamente en la expedición organizada por Pedro de Alvarado que salió de Sanlúcar de Barrameda a principios de 1528. Como conquistador de Antioquia, Robledo fundó las ciudades de Anserma en 1539, Cartago en 1540 y Santa Fe de Antioquia en 1541. 
El 25 de julio de 1542 por orden de Sebastián de Belalcázar, el Capitán Miguel López Muñoz funda la villa de Santiago de Arma. El 2 de octubre de 1546 siendo gobernador de Popayán, Sebastián de Belalcázar ordena la ejecución de Jorge Robledo, debido a conflictos por terrenos conquistados en Antioquia, por lo cual el 5 de octubre de 1546 en el corregimiento de San Bartolomé en la vereda alto  de Pozo 
En la segunda fase de la colonización antioqueña, llevada a cabo en la década de los años 20 del siglo XIX, cuando los colonos invadieron los territorios de la concesión Aranzazu, los pobladores de la Villa de Santiago de Arma en el año 1786 después de los múltiples problemas con el traslado oficial de la Villa al municipio de Rionegro (Antioquia), decidieron fundar el 6 de diciembre de 1831, en las riveras de la quebrada Paucura, una población con el nombre de Arma Nuevo (años más tarde Pácora).
Posteriormente el 12 de octubre de 1832, la cámara provincial decretó que la Villa de Santiago de Arma (Arma Viejo), debía ser trasladada a la región de Pácora y en cumplimiento de esta disposición un total de 1.172 habitantes partieron a la nueva población, permaneciendo en Arma Viejo 548. La repartición inicial de los terrenos entre los vecinos, se realizó siendo uno de sus fundadores y juez primero el señor Cornelio Marín a quien se le comisionó la distribución a cada adjudicatario.

## Geografía
La riqueza ambiental de Pácora está representada por los bosques de reserva forestal central que conforman el corredor que recorre el departamento de Caldas desde Río Blanco en Manizales hasta el municipio de Sonsón en Antioquia: en la parte alta de la cordillera se ubican especies de pinos y productos maderables como roble, cedro y comino. En cuanto a la fauna son apreciables 22 familias de mamíferos, amplia población de peces, algunos reptiles y anfibios en las riveras del Río Cauca.
En Pácora las siguientes quebradas atraviesan el subsuelo de la zona urbana del municipio: Manantiales, Pácora, Volcán o Chucha, Las Olletas y El Capiro. Las fuentes de aguas de la localidad son diversas, abundantes y muy apreciables entre ellas se destacan los ríos Cauca, Pozo y San Lorenzo y las quebradas Guarguarabá y La Mica.

## División Político-Administrativa
Además de su Cabecera municipal. Pácora tiene bajo su jurisdicción los siguientes Centros poblados:
- Buenos Aires
- Castilla
- El Morro
- Las Coles
- Loma Hermosa
- Los Cámbulos
- Palma Alta
- San Bartolomé

## Economía
Como municipio integrante del denominado Eje Cafetero, la principal actividad económica de Pácora es el cultivo de café que se extiende en 4 mil hectáreas, con el plátano como producto asociado. La caña de azúcar para la producción de panela se ubica como el segundo producto agrícola de municipio cultivado de forma tradicional con rendimientos que varían entre las 40 y 100 cargas por hectárea procesados en 86 trapiches motorizados.
La ganadería de ceba suma más de 9 mil cabezas de ganado. Adicional hay 62 estanques pisícolas y los frutales complementan las actividades del sector primario. Recientemente se han fomentado procesos de industrialización de golosinas y panela pulverizada que se comercializan principalmente en Medellín y Manizales.
También se han institucionalizado varias industrias de aguacate siendo este producto de exportación.

## Cultura

### El Paisaje Cultural Cafetero
La UNESCO el 25 de junio de 2011, declaró a la región Cafetera como Patrimonio Inmaterial de la Humanidad. Esta incluye municipios en los departamentos de Caldas, Risaralda, Quindío y Valle del Cauca. Pácora hace parte de los 17 municipios de Caldas que hacen parte del Paisaje Cultural Cafetero.

### Fiestas del Agua
En 1959 se realizaron unas fiestas cívicas, del 13 al 20 de noviembre, organizadas por el alcalde Antonio Henao Gómez y la Sociedad de Mejoras Públicas. Con los fondos recaudados en aquellas fiestas se hizo la restauración del parque principal, que estaba en pésimo estado.
Entre el 26 y el 30 de noviembre de 1960, la Sociedad de Mejoras Públicas, bajo la dirección del doctor Libardo Restrepo Osorio, realizó unas nuevas fiestas, denominadas a petición de Néstor J. Mejía, quien fuera alcalde y concejal por muchos años, “I Festival del Agua", teniendo en cuenta la importancia del vital líquido y la abundancia de aguas cristalinas cercanas al municipio. Luego el proyecto fue aprobado por el Concejo Municipal con el nombre de Fiestas del Agua.
Características: tablados populares, exposiciones, desfile de carrozas, reinados, eventos culturales y deportivos. El acto central de las fiestas es el desfile folclórico, un derroche de imaginación y alegría donde toda la población, en un ambiente de confraternidad, se reúne con las diferentes colonias de pacoreños de todo el país y del extranjero , para hacer alusión al agua, mezclando su imaginación con la naturaleza, los mitos, las leyendas, las costumbres y los símbolos tradicionales: la matraca, la sombrilla, las campanas y el agua de la región. La canción favorita de los Pacoreños es el reconocido porro "Pacora Mía" que se estrenó en el marco de las Fiestas del Agua del 2012, compuesta por el Cantautor Fernando González Mejía, Pacoreño de pura cepa. Grabada en los estudios del Maestro Juancho Vargas, el Maestro de Maestros en la música Tropical,  quien hizo los arreglos y la dirección musical con una Big Band espectacular conformada por 28 instrumentos con los mejores Músicos de Medellín e interpretado por su Compositor Fernando González.

## Turismo

### Piedra de Pipintá
Ubicada en el corregimiento de San Bartolomé en la vereda  Alto de Pozo a una altitud de 1.500 m. s. n. m., en el sitio se encuentra un monolito con forma de gruta que según la leyenda era una ruta comercial subterránea de maíz, pieles de animales y oro de los pueblos indígenas Pozos con los pueblos indígenas de Arma y con los pueblos indígenas de Marmato.
En el corregimiento de San Bartolomé, se encuentra  el Café Pimaraque donde se puede apreciar las pinturas murales representando la historia de los indígenas Pozos, la Cueva de Pipintá y la muerte del mariscal Jorge Robledo.

### Cerro de Cristo Rey
Es una escultura ubicada al occidente de Pácora de aproximadamente 12 m de altura que representa la imagen de Jesús con las manos abiertas. Según cuenta la leyenda se instauró para contrarrestar una maldición lanzada por un cura renegado que juntaría las dos montañas sobre las que está ubicada el municipio. La estatua fue llevada al sitio en secciones debido a su peso y allá fue ensamblado según indicaciones. 
Como anécdota, se comisionó al señor Sinforoso Valencia que era la persona más fuerte de Pácora desplazar la cabeza cuesta arriba. A través de los años el monumento sufrió deterioro e incluso una de las palmas de la mano fue derribada por un rayo. En los últimos años se encargó de la restauración del monumento al escultor nariñense José Solarte residente en Aguadas.

## Símbolos

### Escudo
Por medio del acuerdo 1 de noviembre de 1982 se adopta el escudo del municipio de Pácora.
Su artículo primero reza: “Adóptese para el municipio de Pácora un escudo que simbolice su identidad y blasón así: En el campo de azul, león rapante de oro, armado de gules con una flecha de lo mismo sostenida en diestra y bordura de oro, con ocho (8) murciélagos del escudo que fue concedido a Robledo, (el siete (7) de febrero de mil quinientos cuarenta y cinco (1545) se eligió el león de oro sobre campo de azul para representar al mismo Robledo.
El león se ha cargado con una flecha para recordar las heridas del Mariscal. Además Pácora blasonará con ocho (8) murciélagos.
Son signos: El león, de fortaleza y magnimidad; pide a los hijos de esta tierra ánimo aún en la adversa fortuna.
El murciélago, de vigilancia; la misma que faltó a Robledo frente al astuto adelantado; pide a los hijos de Pácora, la que han de tener la ciudad siempre como supieron hacerlo los fundadores, que superaron la resistencia en su fundación.

### Bandera
Por medio del acuerdo 001 de febrero dieciocho de mil novecientos ochenta y nueve (18-02-1989), se adopta la bandera del municipio de Pácora.
Artículo 1°. Adoptase como bandera para el municipio de Pácora, la compuesta por los colores: Verde, blanco y amarillo.
Verde: simboliza la esperanza y el progreso del municipio.

Blanco: el ancestro de nuestro pueblo.

Amarillo: simboliza Las riquezas en el suelo de nuestra región.

Artículo 2º. La bandera sería de forma rectangular formando triángulos amarillos en los extremos inferior derecho y superior izquierdo y triángulos verdes en los extremos inferior izquierdo y superior derecho; en centro será de color blanco, teniendo en cuenta que los vértices de los triángulos se encuentran entre sí.

### Himno
Autor: Sacerdote Alfredo Botero Maya.
Saludámoste Pácora augusta

con amor y alabanza filial;

nuestros labios enuncian las glorias

de la noble ciudad maternal.

Dios te quiso en la cumbre del Ande

como flor que se empina hacia Él.

mil estrellas alumbran tu cielo

blancas nubes te forjan dosel.

“Eres noble” blasonan tu estirpe

los emblemas del pueblo Español;

la prosapia genial castellana

es tu fuego, tu antorcha, tu sol.

“Eres fuerte” de Antioquia la grande

heredaste viril corazón;

la sublime epopeya del hacha,

la bravura te dio del león.

“Eres bella” magnolia de gracia,

tus mujeres parecen marfil;

cantan ellas un himno a la vida

amorosa, jovial, juvenil.

“Eres buena” tu místico templo

simboliza tu gloria ideal.

solariegas virtudes cristianas

aprestigian tu fe proverbial.

Serás grande por Dios y la patria

los laureles te harán inmortal

que ha medida que pasen los siglos

repercuta tu marcha triunfal.

### La Matraca
La Matraca es un instrumento de percusión, compuesto por una caja de madera con perforación en las caras chapetonas móviles de metal, que al movimiento desde la barra superior da rasonancia. Para Pácora hace parte de sus tradiciones ya que un ejemplar de grandes dimensiones fue traída por los españoles a Arma Viejo y trasladada a Pácora en 1831.
La matraca fue usada para relevar las campanas en época de Semana Santa y convocar a los actos religiosos, sin embargo las dimensiones del aparato traspasaron fronteras y por ello los pacoreños son llamados "Matracas".